# Fundación Capital
Fundación Capital — международная некоммерческая организация («производитель изменений»), основанная бельгийцем Ивом Мури и базирующаяся в Колумбии. Fundación Capital через свои инновационные программы облегчает доступ бедняков к финансовым ресурсам и образованию, инвестирует в малые предприятия, страхует активы бедняков (микрокредитование и микрострахование), а также помогает небольшим и растущим компаниям находить потенциальных инвесторов. Достигнув 3 млн клиентов в Латинской Америке, Fundación Capital планирует в ближайшие несколько лет довести их число до 8 млн. В 2014 году Fundación Capital и основатель организации Ив Мури получили премию за социальное предпринимательство от Фонда Сколла.

## История
Ив Мури окончил школу менеджмента Лёвенского университета, затем работал консультантом и социальным предпринимателем в Латинской Америке, Азии и Африке, специализируясь на вопросах борьбы с бедностью (одно время даже жил у туарегов в Мавритании). Занимал пост генерального директора YMI S.A. (консалтинг банков малого бизнеса и микрофинансовых учреждений), затем долго возглавлял перуанский Caja Rural de Ahorro & Crédito Los Andes (финансовые услуги сельским клиентам с низкими доходами), работал в социально ориентированных инвестиционных фондах, помогавших беднякам и предприятиям малого бизнеса. В 2009 году, имея достаточно опыта, Ив Мури основал Fundación Capital.
Fundación Capital запустил мобильное предложение для телефонов и планшетов, которое обучает бедных женщин из сельских районов. В 2014 году Fundación Capital получил крупный грант (свыше 1,8 млн долл.) от Фонда Форда, в 2015 году активно вышел на африканский рынок. В дизайне Fundación Capital используется пчела как символ тяжёлой работы и организованности.